# Carrosio
Carrosio est une commune italienne de la province d'Alexandrie dans la région Piémont en Italie.

## Administration
| Période                                  | Période  | Identité        | Étiquette     | Qualité |
| ---------------------------------------- | -------- | --------------- | ------------- | ------- |
| 29/05/2007                               | En cours | Valerio Cassano | Liste civique |         |
| Les données manquantes sont à compléter. |          |                 |               |         |

### Communes limitrophes
Gavi, Voltaggio